# Gare de La Calade - Éguilles
La gare de La Calade - Éguilles est une gare ferroviaire française de la ligne de Lyon-Perrache à Marseille-Saint-Charles (via Grenoble), située sur le territoire de la ville d'Aix-en-Provence (en l'occurrence à quelques centaines de mètres du château de la Calade), à proximité d'Éguilles, dans le département des Bouches-du-Rhône, en région Provence-Alpes-Côte d'Azur. Elle est également gare terminus de la ligne de Salon à La Calade-Éguilles, avant le déclassement du tronçon entre La Calade et Saint-Cannat en 1941.
C'est une gare fermée au service ferroviaire.

## Situation ferroviaire

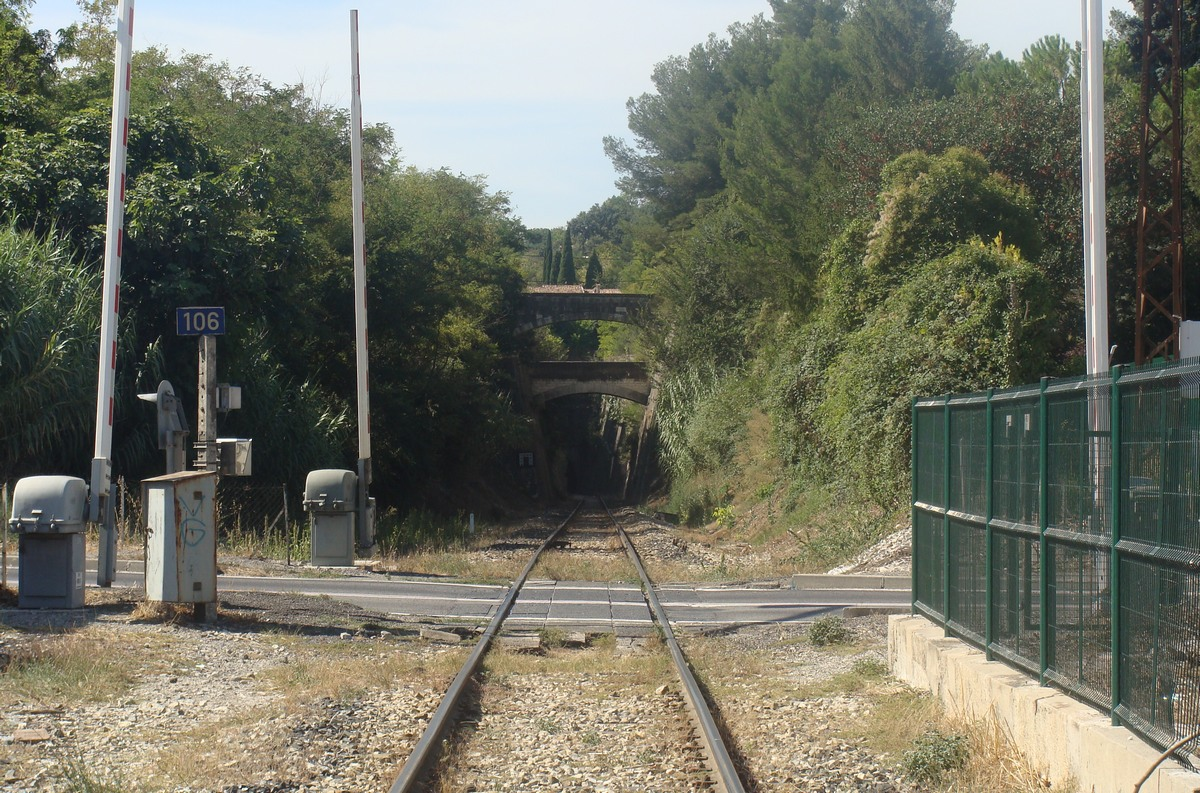
Entrée du tunnel des Figons dans l'alignement de la gare avant la suppression du passage à niveau.

Établie à 272,45 mètres d'altitude, la gare de La Calade - Éguilles est située au PK 400,569 de la ligne de Lyon-Perrache à Marseille-Saint-Charles (via Grenoble), entre les gares de Puyricard et de Pey-Blanc,. Avant 1941, elle est située au PK 32,639 de la ligne de Salon à La Calade - Éguilles après la gare de Lignane-Rognes.
Du plan de voies originel, seule subsiste une voie unique traversant la gare.
Le tunnel ferroviaire des Figons est situé à 500 mètres environ au sud de la gare,.
Un passage à niveau situé entre la gare et le tunnel permet jusqu'en 2017 à la D 7N (ancienne route nationale 7) de traverser les voies. Ce passage à niveau, jugé dangereux, est supprimé et la route est détournée : elle traverse désormais la voie sur un pont route.

## Histoire
Ouverte le 11 mai 1872 avec la ligne de Aix-en-Provence à Pertuis (section de la ligne de Lyon à Marseille via Grenoble), la gare prend le nom du lieu-dit de La Calade. La ligne de Salon à la Calade est ouverte au service commercial le 28 mai 1903. La gare change de nom vers 1911 sous l'impulsion du Conseil général des Bouches-du-Rhône qui souhaite souligner la proximité de la gare avec Éguilles.
La gare dispose d'une halle à marchandises et d'une grue fixe utilisées notamment pour l'expédition de la pierre de Rognes jusqu'à ce que la gare de Lambesc, plus proche des carrières, n'accueille ce trafic,,. La production viticole de la cave coopérative d'Éguilles est également expédiée depuis la gare.
Un train Veynes-Marseille déraille à proximité de la gare le 8 juillet 1933 sans faire de victime. L'accident est dû à la rupture d'un rail probablement causée par la chaleur et le mauvais entretien de l'infrastructure,.
La desserte voyageurs vers Salon est supprimée le 5 décembre 1938,. La section de la ligne vers Salon située entre Saint-Cannat et La Calade est déclassée le 30 novembre 1941 et la voie est déposée.
La desserte omnibus des alentours d'Aix est arrêtée en 1971 ce qui entraîne la fermeture de la gare de La Calade - Éguilles.
Le 8 avril 1993, un minibus transportant des élèves de retour d'une sortie scolaire en Camargue est percuté sur le passage à niveau de la gare par l'express Marseille-Briançon. Trois enfants ainsi que le chauffeur du minibus sont tués dans l'accident qui fait aussi sept blessés graves. Le chauffeur est désigné par la justice comme principal responsable de l'accident qui soulève en outre de nombreux manquements et négligences de la part d'autres responsables. Le passage à niveau, situé sur un axe routier très fréquenté et considéré dès lors comme dangereux, est supprimé en 2017.
Les anciennes voies de débord et d'évitement de la gare sont déposées lors d'un renouvellement voie ballast (RVB) à la fin des années 2000. La gare est depuis à voie unique.

## Patrimoine ferroviaire
Le bâtiment voyageur (BV) et l'abri sont toujours présents aux abords de la voie. Seule la base en pierre de taille du château d'eau de la gare subsiste aujourd'hui alors que la cuve supérieure a disparu. La halle à marchandises a été détruite dans les années 2010.
La plateforme de la bifurcation vers Salon et vers Meyrargues est toujours observable au nord de la gare.

## Projet de réouverture
La FNAUT-PACA et l'association Tram-train du Pays d'Aix proposent la réouverture de la gare de La Calade dans leur projet de création d'un réseau de tram-train dans la région aixoise.